# Olwen Hufton
Dame Olwen Hazel Hufton (* 1938) ist eine britische Historikerin. Sie gilt als Expertin der Frühen Neuzeit und als herausragende Vertreterin der Frauengeschichte. Ihre Schwerpunkte liegen auf der Sozialgeschichte, Armutsgeschichte, Religion und Arbeit, wobei sie eine vergleichend westeuropäische Geschichte betreibt.

## Akademische Laufbahn
Huftons berufliche Laufbahn begann 1963 an der University of Leicester. 1966 wechselte sie an die University of Reading, wo sie mehr als 20 Jahre lang lehrte, ehe sie danach in die USA an die Harvard University ging. Dort besetzte sie ab 1987 die neu errichtete Professur für Modern History and Women’s Studies. Nach vier Jahren kehrte sich nach Europa zurück und wurde 1991 Professorin für History and Civilisation am Europäischen Hochschulinstitut in Florenz. 1997 wurde sie in Großbritannien Professorin für Geschichte in Oxford. 2003 wurde sie emeritiert. Olwen Hufton ist Fellow Emeritus am Merton College der Universität Oxford.

## Ehrungen
Olwen Hufton ist seit 2006 Professorial Research Fellow am Royal Holloway, University of London. Seit 1998 ist sie Fellow der British Academy. Hufton ist Fellow der Royal Historical Society. 2004 wurde sie zur Dame Commander des Order of the British Empire (DBE) geschlagen.